# ピエール・アモイヤル
ピエール・アモイヤル（ Pierre Amoyal, 1949年6月22日 パリ - ）は、ユダヤ系フランス人のヴァイオリニスト。フランク、サン＝サーンス、フォーレ等のフランス音楽や、ベルクとシェーンベルクの協奏曲の演奏で高い評価を得ている。

## 略歴
1961年、12歳の時にパリ音楽院を一等賞（プルミエ・プリ）を獲得して卒業（当時、史上最年少）。その後ロサンゼルスに渡り、5年間ヤッシャ・ハイフェッツの元で学ぶ。すでにパリ音楽院で一等賞を取った程の技量があったにもかかわらず、最初の1年間は音階練習しかやらせて貰えなかったというほど、ハイフェッツの元で徹底的に基礎技術から磨きをかけた。ハイフェッツが、弟子の中でその才能と技量に全幅の信頼を置いた唯一の弟子であり、室内楽のコンサートやレコーディングで共演も行った。アモイヤルが独り立ちしてハイフェッツの元を離れる時、ハイフェッツはギュスターヴ・ヴィヨームの銘器を自ら購入してアモイヤルに贈った。
アモイヤルの技巧の特徴は、ハイフェッツ譲りのコシの強い美音と、速いパッセージを端正に演奏する正確さに加え、フランコ・ベルギー派の流れを受け継ぐ幅広いヴィブラートが挙げられる。独特の音の伸びや音色の多彩さを利用したテンポ・ルバートも個性的なものである。
22歳の時に、彼はゲオルク・ショルティ指揮パリ管弦楽団のソリストとしてのオーディションに合格、ヨーロッパデビューを飾り、以後、ヨーロッパ、アメリカ合衆国、カナダ、メキシコ、南アメリカ、極東の主要都市でコンサートを行った。特に、シェーンベルク、ベルク、デュティユーの協奏曲の演奏で名を高めた。これまでに共演した指揮者は、ヘルベルト・フォン・カラヤン、小澤征爾、ピエール・ブーレーズ、ロリン・マゼール、ゲオルク・ショルティ、ジョルジュ・プレートル、クルト・ザンデルリング、ゲンナジー・ロジェストヴェンスキー、サイモン・ラトル、チョン・ミョンフン、それにシャルル・デュトワら多数に上る。また室内楽では、パスカル・ロジェ、ミシェル・ベロフ、アレクシス・ワイセンベルク、マルタ・アルゲリッチらと共演している。
ハイフェッツの元を離れる時に、カラヤンとは絶対に共演しないという約束をしていたが（ユダヤ人であるハイフェッツはナチ党員だったカラヤンが許せなかった）、カラヤン指揮するベルリン・フィルハーモニー管弦楽団との共演は、本人も予想しなかったほどの成功をおさめ、ハイフェッツに知られてしまう。それ以後、ハイフェッツが死ぬまで二度と口をきいて貰えなかったという。
盟友であるピアニストのパスカル・ロジェとの出会いは、まだ2人が若い頃、大西洋を横断する豪華客船でコンサートを行った時である。当初、ロジェの名前しか知らなかったアモイヤルは、ピアニストを（当時よく共演していた）ダリア・ホヴァラに代えて欲しいと言った。それがロジェ自身の耳に入り、ロジェはアモイヤルに直接電話をかけて、自分の尊敬するハイフェッツの一番弟子とぜひとも共演したいと掛け合ったという。2人はその後、数十年間にわたって室内楽でのパートナーとなり、またパリ音楽院での同僚となった。ロジェの結婚祝いにデッカが企画したブラームスのヴァイオリンソナタ全集の録音も、2人の共演によるものである。また、ロジェの他、ミシェル・ベロフとも仲がよい。ヴァイオリニストではオーギュスタン・デュメイと仲が良く、互いに代役を頼み合う間柄である。
教育活動においては、28歳の時に史上最年少でパリ音楽院の教授に就任し、長年つとめたが、現在ではローザンヌ音楽院の教授であると同時に、夏期ローザンヌ音楽アカデミーにおいて、ヴァイオリンとピアノのレパートリーに特化したマスター・クラスを開いている。ローザンヌ音楽院の学生と共にカメラータ・デ・ローザンヌを結成し、既に録音も行った。日本には、群馬県草津温泉で夏に開催される草津夏期国際音楽アカデミー&フェスティヴァルで2002年と2003年に教授を務めた。
またこれまでに、ベルギーのエリザベート王妃国際音楽コンクールを始め、著名なコンクールの審査員を務めている。

## 楽器
アモイヤルは、アントニオ・ストラディヴァリが1717年に作った「コハンスキー」と呼ばれるヴァイオリンを使用していることで知られている。これはポーランド出身（のちにアメリカ合衆国に亡命した）のヴァイオリニスト、パウル・コハンスキー（パーヴェル・カガノフ、パヴェウ・コハニスキ）が使用していた楽器である。この楽器は1987年にイタリアで盗難に遭ったが、その後1991年にアモイヤルの手に戻った。その間、アモイヤルは先輩でもあり、友人でもあった、クリスチャン・フェラスがかつて使用していたストラディヴァリウス、「ミラノーロ」を購入して使用していたが、「コハンスキー」を奪還した後、「ミラノーロ」を売却している。弓は、ペッカートが19世紀前半にトゥルトのスタイルで製作した名弓を使用している。

## 録音
初期はエラートレーベルに多くの録音を残しており、その後、「コハンスキー」の盗難で一時期録音を休止していたが、前述のロジェとのブラームスの録音以降、友人のロジェやデュトワとの共演でデッカにいくつかの録音を残した。また、ハルモニア・ムンディから、ピアニストのフレデリック・チュウと組んでいくつかのディスクを録音している。EMIなど、その他のレーベルにも録音がある。最新の録音はカメラータ・デ・ローザンヌとの録音であり、カメラータ東京からリリースされた。

## 著書
2004年にフランスの出版社、ロベール・ラフォンから、Pour l'amour d'un Stradivariusを刊行した。これは師のハイフェッツとの想い出や、楽器の話などを綴ったエッセイ集である。

## 家族・親族
祖父はパリでも有名なパティシエであり、フランソワ・ミッテランが贔屓にしていたという。